# Wsewolod Nikolajewitsch Sergejew
Wsewolod Nikolajewitsch Sergejew (russisch Всеволод Николаевич Сергеев; * 14. Septemberjul. / 26. September 1891greg. in der Oblast Saratow; † 11. Dezember 1962 in Rostow am Don) war ein sowjetischer Offizier der Roten Armee, der unter anderem als Generalleutnant zwischen Juni 1940 und März 1941 Befehlshaber der 2. Armee war.

## Leben
Wsewolod Nikolajewitsch Sergejew diente zwischen 1912 und 1918 in der Kaiserlich Russischen Armee und nahm am Ersten Weltkrieg teil, wobei er zuletzt zum Hauptmann befördert wurde. Für seine Verdienste wurde er mit dem Annenorden 2. Klasse mit Schwertern, der 3. Klasse mit Schwertern und Bogen und der 4. Klasse sowie mit dem Orden des Heiligen Stanislaus 2. Klasse mit Schwertern und 3. Klasse mit Schwertern und Bogen ausgezeichnet. Nach der Oktoberrevolution 1917 trat er 1918 der Roten Armee bei und nahm in der Folgezeit am Russischen Bürgerkrieg (17. Mai 1918 bis 25. Oktober 1922) teil, wobei er zuletzt zwischen März und Juli 1922 stellvertretender Kommandeur der 65. Schützenbrigade sowie von Juli 1922 bis Februar 1923 Kommandeur des 64. Schützenregiments war. Im Anschluss war er von Februar bis Juni 1923 Kommandeur des 27. Schützenregiments, zwischen Juni 1923 und Juni 1924 Kommandeur des 37. Schützenregiments und daraufhin zwischen Juni 1924 und November 1926 noch Kommandeur des 95. Schützenregiments. Daraufhin wechselte er zum Wolgaer Militärbezirk und war zunächst von November 1926 bis Februar 1930 stellvertretender Chef der 1. Sektion sowie danach zwischen Februar und April 1930 stellvertretender Chef der 4. Sektion. Danach fungierte er von April 1930 bis 1935 als Chef des Stabes der 31. Schützendivision und daraufhin kurzzeitig bis Februar 1935 Chef des Stabes der 53. Schützendivision, ehe er zwischen Februar 1935 und 1938 stellvertretender Kommandeur der 22. Schützendivision war und am 26. November 1935 zum Oberst befördert wurde.
Am 17. Februar 1938 erfolgte die Beförderung Sergejews zum Brigadekommandeur (KomBrig), woraufhin er bis Juni 1938 zunächst Kommandeur der 9. Schützendivision sowie danach zwischen Juni und dem 22. Juni 1940 Kommandeur des XXXIX. Schützenkorps war und mit dieser während des japanisch-sowjetischen Grenzkonflikt an der Schlacht am Chassansee (29. Juli bis 11. August 1938) teilnahm. Während dieser Verwendung erfolgte am 4. November 1938 seine Beförderung zum Divisionskommandeur (KomDiw). Nach seiner Beförderung zum Generalleutnant am 4. Juni 1940 wurde er als Nachfolger von Armeebefehlshaber 2. Ranges (KomandArm II) Iwan Stepanowitsch Konew Befehlshaber der 2. Armee und verblieb auf diesem Posten bis zum 11. März 1941, woraufhin Makar Fomitsch Terjochin neuer Befehlshaber wurde. Nach einer Verwendung als Leitender Instrukteur an der M.W. Frunse Militärakademie übernahm er zwischen Juni 1941 und September 1942 den Posten als stellvertretender Oberkommandierender des Nordkaukasischen Militärbezirks und fungierte als solcher auch zeitweise als kommissarischer Kommandeur dieses Militärbezirks, und zwar vom 18. Oktober bis zum 26. November 1941 sowie zwischen Dezember 1941 und dem 14. Februar 1942. 
Im weiteren Verlauf des Zweiten Weltkrieges war Generalleutnant Wsewolod Sergejew von September bis Dezember 1942 Chef des Stabes der Ausbildungssektion der Transkaukasusfront sowie daraufhin zwischen Dezember 1942 und Juli 1943 stellvertretender Befehlshaber der 45. Armee. Danach war er von Juli 1943 bis August 1945 erneut stellvertretender Oberkommandierender des Nordkaukasischen Militärbezirks sowie zwischen August 1945 und April 1946 stellvertretender Oberkommandierender des Militärbezirks Kuban, ehe er von April 1946 bis Juni 1948 noch einmal stellvertretender Oberkommandierender des Nordkaukasischen Militärbezirks war. Nachdem er zwischen Juni und Oktober 1948 zur besonderen Verfügung des Oberkommandos der Landstreitkräfte stand, schied er im Oktober 1948 aus dem aktiven Militärdienst und trat in den Ruhestand. 
Für seine militärischen Verdienste wurde Wsewolod Nikolajewitsch Sergejew mehrfach ausgezeichnet und erhielt unter anderem Leninorden, drei Mal den Rotbannerorden, den Orden des Roten Sterns, die Medaille „Für die Verteidigung des Kaukasus“ sowie die Medaille „Sieg über Deutschland“.
Zudem wurde erhielt er den Kutusoworden I. Klasse, den Orden des Roten Sterns, die Medaille „Sieg über Deutschland“, die Medaille „Für die Verteidigung Leningrads“ und die Medaille „20. Jahrestag des Sieges im Großen Vaterländischen Krieg 1941–1945“.

## Hintergrundliteratur
- Великая Отечественная. Командармы. Военный биографический словарь. Moskwa: Кучково поле, 2005, S. 357–358. ISBN 5-86090-113-5
- Голотюк В.Л., Цапаев Д. А.: Командный состав Войск ПВО Красной Армии в годы Великой Отечественной и советско-японской войн 1941–1945, АРТКРАС, Kiew 2013, ISBN 978-5-9903475-2-6
- Соловьев Д. Ю.: Все генералы Сталина, Moskau 2019, S. 78–80, ISBN 978-5-532-10644-4